# クジラかやき
クジラかやき、くじらかやきは、秋田県の郷土料理。夏に食される鯨と茄子の煮もの料理である。雄勝郡などではくじら汁と呼んでいる。
鯨は、「塩くじら」と呼ばれる黒い皮のついた脂身部分を塩漬けにしたものが使用される。塩くじらは、春はアサツキの一種であるヒロッコと、初夏は山菜のミズと合わせたりして食されている。鯨の水煮の缶詰で代用されることもある。
「かやき」は「貝焼き」の意で、ホタテガイの貝殻を用いた1人用の鍋料理を指す。
家庭料理としては、大きめの鍋でまとめて作られる。